# Baohua, Anyue
Baohua (kinesiska: 宝华乡, 宝华) var en socken i Kina. Den ligger i provinsen Sichuan, i den sydvästra delen av landet, omkring 140 kilometer sydost om provinshuvudstaden Chengdu. Antalet invånare är 7 909. Befolkningen består av 3 773 kvinnor och 4 136 män. Barn under 15 år utgör 20,0 %, vuxna 15-64 år 65 %, och äldre över 65 år 13,0 %.
I december 2019 inkorporerades den i köpingen Zhouli. 